# Aitor Pérez Arrieta
Pour les articles homonymes, voir Arrieta.
Pérez  Arrieta est un nom espagnol. Le premier nom de famille, en général paternel, est Pérez ; le second, en général maternel, souvent omis, est Arrieta.
Aitor Pérez Arrieta (né le 24 juillet 1977 à Zegama en Espagne) est un coureur cycliste espagnol professionnel de 2004 à 2012.

## Palmarès

### Palmarès amateur
- 1999
  - Trophée Eusebio Vélez
- 2000
  - 3e étape du Tour de Ségovie
- 2001
  - San Martín Proba
  - 2e de la Cursa Ciclista del Llobregat
  - 3e du San Bartolomé Saria
- 2002
  - Circuito de Pascuas
  - Mémorial Gervais
  - Prueba Loinaz
  - 2e du Tour de Galice
  - 3e du Tour de León
  - 3e du Grand Prix Macario
  - 3e de la Leintz Bailarari Itzulia
- 2003
  - Circuito de Pascuas
  - Prueba Loinaz
  - 3e du Trophée Eusebio Vélez
  - 3e de la Subida a Altzo

### Palmarès professionnel
- 2005
  - 2e du Tour de la Communauté valencienne
  - 2e du Gran Premio Internacional del Oeste RTP
  - 3e du Trofeo Soller
  - 3e du Challenge de Majorque
- 2007
  - 1re étape du Tour méditerranéen (contre-la-montre par équipes)
- 2008
  - 2e du Challenge de Majorque
- 2010
  - 2e du Tour de La Rioja

## Résultats sur les grands tours

### Tour de France
1 participation
- 2010 : 82e

### Tour d'Italie
1 participation
- 2007: 32e

### Tour d'Espagne
3 participations
- 2004 : 66e
- 2009 : 111e
- 2011 : 106e

## Classements mondiaux
| Année                  | 2005 | 2006 | 2007 | 2008 | 2009 | 2010 |
| ---------------------- | ---- | ---- | ---- | ---- | ---- | ---- |
| Calendrier mondial UCI |      |      |      |      |      | 188e |
| UCI Europe Tour        | 36e  |      |      | 180e |      |      |